# Sunnyboy und Sugarbaby
Sunnyboy und Sugarbaby ist ein deutsches Sexfilmlustspiel aus dem Jahre 1979 von Franz Josef Gottlieb.

## Handlung
Stefan und Claus haben sich beide in Eva verknallt und versuchen, sie an aller drei Urlaubsort Kitzbühel zu verführen. Doch Eva weiß um ihr Begehrtsein und lässt die beiden zappeln, um ihnen letztendlich immer wieder mal eine kalte Abfuhr zu erteilen. Sie genießt die zweifache Aufmerksamkeit und mag sich nicht für einen der beiden Verehrer entscheiden, zumal sie in der Hinterhand noch einen Dritten, ihren offiziellen Freund, hat. Fortan versuchen sich nun Claus und Stefan, beide offensichtlich übersexualisiert und nicht sonderlich intelligent, in einer langen Abfolge von Einzelaktionen gegenseitig auszustechen und auszubooten – im Glauben, so Eva endlich für sich allein zu haben. Trotz dieser Dauerspielchen verstehen sich die Drei erstaunlich gut. Eines Tages erreicht Eva die Nachricht, dass ihr Onkel gestorben sei und ihr sein Taxiunternehmen in Hongkong wie auch mehrere Restaurants in Manila vermacht habe. Eva fliegt nach Hongkong, um das Erbe anzutreten, begleitet von ihren noch immer sie anschmachtenden Typen. Dort setzt sich Stefans und Clausens Dauerwettstreit um Evas Gunst fort. Das ererbte Taxiunternehmen erweist sich aber lediglich als ein Fuhrpark von heruntergekommenen Rikschas mit ebensolchen Kulis, die noch ihren Lohn der vergangenen Monate fordern.
Da Eva weiterhin auf Abstand bleibt, vergnügen sich Stefan und Claus vor Ort zwischenzeitlich mit zwei Chinesinnen, die allerdings Geld kosten und Claus überdies einen handfesten Tripper einbringen. Um die Weiterreise zu ermöglichen, soll sich Claus auch noch als Toyboy an eine ältere Dame verkaufen, die ihn für seine Lust bringenden Aktivitäten mietet und ihm dafür 2000 DM zahlt. Erst als es zum Äußersten kommen soll, muss Claus feststellen, dass Madame ihn als Lustknaben für ihren schwulen Ehemann erkoren hat. Der beiden anhänglichen Deppen überdrüssig, setzt sich Eva zeitweilig von Stefan und Claus ab. Auch in Manila ist es mit Evas dortigem Erbe nicht sonderlich gut bestellt: Die Restaurants erweisen sich nicht als Gourmettempel, sonders als ein paar lausige Kochplätze, an denen am Straßenrand von Manila Fast Food vor sich hinschmurgelt. Bald ist nicht nur die Laune von Eva sowie die ihrer beiden Anhängsel am Boden, sondern auch aller drei finanzielle Barschaft. Immerhin hat man neue Abenteuer erlebt, zwei ostasiatische Kampfkünste beherrschende Jungs kennengelernt, die Claus den aufdringlichen, dicken Schwulen und dessen Leute vom Hals gehalten haben, und Eva hat endlich eine Entscheidung getroffen.

## Produktionsnotizen
Der Titel wurde vom Ende 1978 vom Constantin Verleih zunächst als Mandelauge und Sugarbaby mit Zachi Noy in der Hauptrolle angekündigt. Die 38 Drehtage umfassenden Dreharbeiten zu Sunnyboy und Sugarbaby fanden vom 16. Januar bis zum 23. Februar 1979 in Hongkong, Manila, Alpbach sowie auf Sicogon statt. Die Fertigstellung des Films erfolgte am 28. März 1979, uraufgeführt wurde Sunnyboy und Sugarbaby am 20. April 1979 in München.
Die Herstellungsleitung hatte Wolfgang von Schiber, die Produktionsleitung Erich Tomek, die Aufnahmeleitung Otto W. Retzer. Es gab keine Filmbauten, Rolf Albrecht entwarf die Kostüme.
Die Popformation Dschinghis Khan tritt in der Hongkong-Episode in voller Länge mit ihrem größten Hit, dem sie ihren Namen verdanken, auf.

## Kritik
„Zwei Jungen und die von beiden geliebte Freundin fahren nach Hongkong und Manila, um das Erbe eines reichen Onkels anzutreten, das sich als wertlos entpuppen wird. Die banale Story gibt den Rahmen ab für die beliebige Aneinanderreihung kinogängiger Motive: Jugend und Sex, Freizeit- und Ferienwelt, modische Hits.“